# Amerikaanse auto in 1965
Dit artikel geeft een overzicht van alle Amerikaanse en Australische personenwagens uit 1965. De auto's staan alfabetisch gerangschikt per merk.

## Noord-Amerika
| Buick |                  | concern:               | General Motors Verenigde Staten |
| Buick | divisie:         |                        |                                 |
| Buick | merk:            | Buick Verenigde Staten |                                 |
| Buick | model:           | Riviera                |                                 |
| Buick | einde productie: | 1969                   |                                 |
| Buick | productieaantal: | ?                      |                                 |

| Cadillac |                  | concern:                   | General Motors Verenigde Staten |
| Cadillac | divisie:         |                            |                                 |
| Cadillac | merk:            | Cadillac Verenigde Staten  |                                 |
| Cadillac | model:           | Eldorado coupé / cabriolet |                                 |
| Cadillac | einde productie: | 1966                       |                                 |
| Cadillac | productieaantal: | ?                          |                                 |

| Cadillac |                  | concern:                  | General Motors Verenigde Staten |
| Cadillac | divisie:         |                           |                                 |
| Cadillac | merk:            | Cadillac Verenigde Staten |                                 |
| Cadillac | model:           | Sixty Special             |                                 |
| Cadillac | einde productie: | 1966                      |                                 |
| Cadillac | productieaantal: | 23.550                    |                                 |

| Cadillac |                  | concern:                          | General Motors Verenigde Staten |
| Cadillac | divisie:         |                                   |                                 |
| Cadillac | merk:            | Cadillac Verenigde Staten         |                                 |
| Cadillac | model:           | Deville coupé / sedan / cabriolet |                                 |
| Cadillac | einde productie: | 1965                              |                                 |
| Cadillac | productieaantal: | 43.340 / 45.530 / 19.200          |                                 |

| Cadillac |                  | concern:                  | General Motors Verenigde Staten |
| Cadillac | divisie:         |                           |                                 |
| Cadillac | merk:            | Cadillac Verenigde Staten |                                 |
| Cadillac | model:           | Calais coupé / sedan      |                                 |
| Cadillac | einde productie: | 1968                      |                                 |
| Cadillac | productieaantal: | 23.590 / 12.300           |                                 |

| Chevrolet |                  | concern:                   | General Motors Verenigde Staten |
| Chevrolet | divisie:         |                            |                                 |
| Chevrolet | merk:            | Chevrolet Verenigde Staten |                                 |
| Chevrolet | model:           | Caprice                    |                                 |
| Chevrolet | einde productie: | 1968                       |                                 |
| Chevrolet | productieaantal: | ?                          |                                 |

| Chevrolet |                  | concern:                   | General Motors Verenigde Staten |
| Chevrolet | divisie:         |                            |                                 |
| Chevrolet | merk:            | Chevrolet Verenigde Staten |                                 |
| Chevrolet | model:           | Biscayne                   |                                 |
| Chevrolet | einde productie: | 1969                       |                                 |
| Chevrolet | productieaantal: | ?                          |                                 |

| Chevrolet |                  | concern:                   | General Motors Verenigde Staten |
| Chevrolet | divisie:         |                            |                                 |
| Chevrolet | merk:            | Chevrolet Verenigde Staten |                                 |
| Chevrolet | model:           | Bel Air                    |                                 |
| Chevrolet | einde productie: | 1969                       |                                 |
| Chevrolet | productieaantal: | ?                          |                                 |

| Chevrolet |                  | concern:                   | General Motors Verenigde Staten |
| Chevrolet | divisie:         |                            |                                 |
| Chevrolet | merk:            | Chevrolet Verenigde Staten |                                 |
| Chevrolet | model:           | Impala                     |                                 |
| Chevrolet | einde productie: | 1969                       |                                 |
| Chevrolet | productieaantal: | ?                          |                                 |

| Ford |                  | concern:              | onafhankelijk |
| Ford | divisie:         |                       |               |
| Ford | merk:            | Ford Verenigde Staten |               |
| Ford | model:           | GT 40 Mark I          |               |
| Ford | einde productie: | 1965                  |               |
| Ford | productieaantal: | ?                     |               |

## Australië
| Holden |                  | concern: | General Motors Verenigde Staten |
| Holden | divisie:         | |                                 |
| Holden | merk:            | Holden Australië |                                 |
| Holden | model:           | Standard (Station) Sedan / Special (Station) Sedan / Premier (Station) Sedan / Utility / Panel Van (5e generatie; HD / HR-serie; de Station Sedan is de stationwagenvariant) |                                 |
| Holden | einde productie: | 1968 |                                 |
| Holden | productieaantal: | 431.279 |                                 |